# Sigrid Liede
Sigrid Liede (1957) es una botánica alemana. Desarrolla su actividad científica y académica en el "Departamento de Sistemática Vegetal. de la Universidad de Bayreuth.
En 1979 obtuvo su licenciatura en bioquímica, por la Universidad de Tubinga. Y, en 1983 el M.Sc. en biología (especialidad botánica aplicada, y microbiología) por la Universidad de Hamburgo,  defendiendo la tesis Estudios en la taxonomía de especies del género Pleiospilos, Mesembryanthemaceae. En 1988, su PhD en botánica, por la misma casa de altos estudios, con la tesis Estudios en la taxonomía y ecología del género Erepsia, Mesembryanthemaceae, y en 1996 un posdoctorado, por la Universidad de Ulm, con la tesis Estudios en las Cynanchinae, Asclepiadeae- Asclepiadaceae.

## Algunas publicaciones
- Liede, S; Meve, U. 1992. A new species of Sarcostemma (Asclepiadaceae) from Malawi. Novon, 2(3), 223-226

- Albers, F; Liede, S; Meve, U. 1993. Deviating chromosome numbers in Asclepiadaceae. Nordic J. Bot., 13(1), 37-39

- Liede, S; Meve, U. 1993. Towards an understanding of the S. viminale (Asclepiadaceae) complex. Bot. J. Linn. Soc., 112, 1-15

- Liede, S; Meve, U; Mahlberg, PG. 1993. On the position of the genus Karimbolea Descoings. Amer. J. Botany, 80(2), 215-221

- Kunze, H; Meve, U; Liede, S. 1994. Cibirhiza albersiana, va new species of Asclepiadaceae,and establishment of the tribe Fockeeae. Taxon, 43 (3), 367-376

- Liede, S; Meve, U. 1994. A new species of Tylophoropsis (Asclepiadaceae), and notes on the genus. Kew Bull. 49 (4), 749-756

- Meve, U; S Liede. 1994. Cynanchum crassipedicellatum (Asclepiadaceae),a new and unusual succulent from Madagascar., Novon, 4 (3), 276-279

- Meve, U; Liede, S. 1994. Pollination in Stapeliads - new results and a literature review. Plant Systematics and Evolution, 192, 99-116

- Meve, U; Liede, S. 1994. A conspectus of Ceropegia L. (Asclepiadaceae) in Madagascar, and the establishment of C. sect. Dimorpha. Phyton (Austria), 34(1), 131-141

- Liede, S; Meve, U. 1995. The genus Sarcostemma in Madagascar. Bot. J. Linn. Soc., 118, 37-51

- Liede, S; Meve, U. 1996. The circumscription of the genus Karimbolea Descoings. Brittonia, 48(4), 501- 507

- Liede, S; Meve, U. 1996. Two new species and one new combination in leafless Malagasy Cynanchum (Asclepiadaceae). Novon, 6(1), 59-63

- Meve, U; Liede, S. 1996. Sarcostemma R.Br. (Asclepiadaceae) in East Africa and Arabia. Bot. J. Linn. Soc. 120 (1): 21-36

- Meve, U; Liede, S. 1996. A new species from Ethiopia and an interesting disjunction in Tylophora (Asclepiadaceae). Edinburgh J. of Botany, 53(3), 323-329

- Liede, S; Meve, U. 1997. Some clarifications, new species and new combinations in American Cynanchum. Novon, 7 (1), 38-45

- Meve, U; Liede, S. 1997. Sarcostemma antsiranense, a new species from Madagascar. Kew Bulletin, 52(2), 491-494

- Meve, U; Liede, S. 1999. The Asclepiadoideae and Periplocoideae (Apocynaceae s.l.) of the Thunberg herbarium. Nordic J. Bot., 19, 129-138

- Liede, S; Meve, U. 2001. New combinations and new names in Malagasy Asclepiadoideae (Apocynaceae). Bull. Mus. natl. Hist. nat. Paris, sect. B, Adansonia, sér. 3, 23 (2), 347-351

- Liede, S; Meve, U. 2001. Taxonomic changes in American Metastelmatinae (Apocynaceae - Asclepiadoideae). Novon, 11, 171-182

- Meve, U; Liede, S. 2001. Reconsideration of the status of Lavrania, Larryleachia and Notechidnopsis (Asclepiadoideae-Ceropegieae). S. Afr. J. Bot., 67, 161-168

- Meve, U; Liede, S. 2001. Inclusion of Tenaris and Macropetalum in Brachystelma (Apocynaceae-Asclepiadoideae-Ceropegieae) inferred from non-coding nuclear and chloroplast DNA sequences. Plant Systematics and Evolution, 228, 89-105

- Meve, U; Masinde, P S; Sentner, U; Liede, S. 2001. RAPD analysis and taxonomic reconsideration of the Ceropegia aristolochioides complex (Apocynaceae - Ceropegieae). Plant Biology, 3, 622-628

- Liede, S; Meve, U. 2002. Dissolution of Cynanchum sect. Macbridea (Apocynaceae - Asclepiadoideae). Nordic J. Bot. 22 (5), 579-591

- Liede, S; Meve, U; Täuber, A. 2002. What is the subtribe Glossonematinae (Apocynaceae - Asclepiadoideae)? - A phylogenetic study based on cpDNA spacer. Bot. J. Linn. Soc., 139, 145-158

- Meve, U; Liede, S. 2002. Floristic exchange between mainland Africa and Madagascar: A case study of Apocynaceae - Asclepiadoideae. J. of Biogeography, 29, 865-873

- Meve, U; Liede, S. 2002. A molecular phylogeny and generic rearrangement of the stapelioid Ceropegieae (Apocynaceae-Asclepiadoideae). Plant Systematics and Evolution, 234, 171-209

- Meve, U; Omlor, R; Liede, S. 2002. A new combination in Tylophora (Apocynaceae,Asclepiadoideae) from the Philippines. Systematic and Geography of Plants, 72, 27-32

- Liede, S; Meve, U. 2004. A new combination in Matelea Apocynaceae–Asclepiadoideae). Novon, 14, 314

- Liede, S; Meve, U. 2004. Revision of Metastelma (Apocynaceae - Asclepiadoideae) southwestern North and Central America. Ann. of the Missouri Botanical Garden, 91 (1), 31-86

- Meve, U; Liede, S. 2004. Generic delimitations in tuberous Periplocoideae from Africa and Madagascar. Ann. of Botany, 93, 404-414

- Meve, U; Liede, S. 2004. Subtribal division of Ceropegieae. Taxon, 53(1), 61-72

- Meve, U; S Liede. 2004. Generic delimitations in tuberous Periplocoideae (Apocynaceae) from Africa and Madagascar. Ann. of botany 93 (4): 407-14

- Hassan, N; Meve, U; Liede, S. 2005. Seed coat morphology of Aizoaceae-Sesuvioideae, Gisekiaceae and Molluginaceae, and its systematic significance. Botanical J. of the Linnean Soc. 148, 189-206

- Liede, S; Meve, U. 2005. Notes on succulent Cynanchum species in East Africa. Novon, 15, 320-324

- Liede, S; Meve, U. 2006. A database and electronic interactive key for the genera of Periplocoideae, Secamonoideae and Asclepiadoideae (Apocynaceae). Taxon, 55 (3), 811-812

- Liede, S; Meve, U. 2006. Calciphila, a new genus in African Asclepiadeae (Apocynaceae, Asclepiadoideae), and taxonomic rectifications in Cynanchum. Novon, 16 (3), 368-373

- Meve, U; Liede, S. 2007. Ceropegia (Apocynaceae, Asclepiadoideae, Ceropegiinae): paraphyletic, but still taxonomically sound. Ann. of the Missouri Botanical Garden, 94, 392-406

- Endress, M; Liede, S; Meve, U. 2007. Advances in Apocynaceae: the enlightenment, an introduction. Ann. of the Missouri Botanical Garden, 94 (2), 259–267

- Alejandro, G J; Meve, U; Liede, S. 2008. Two new species of Mussaenda (Rubiaceae) from Panay. Botanical J. of the Linnean Soc. 158, 87–92

- Liede, S; Meve, U: Liede, S. & Meve, U. 2008. Nomenclatural novelties and one new species in Orthosia (Apocynaceae, Asclepiadoideae). Novon 18 (2): 202-210

- Wolff, D; Meve, U; Liede, S. 2008. Pollination ecology of Ecuadorian Asclepiadoideae (Apocynaceae). Basic & Applied Ecology, 9, 24-34

- Meve, U; Heiduk, A; Liede-Schumann, S. 2017. Origin and early evolution of Ceropegieae (Apocynaceae-Asclepiadoideae) Systematics and Biodiversity 15 (2): 143-155

- Zemagho, L; Liede-Schumann, S; Lachenaud, O; Dessein, S; Sonké, B. 2017. Taxonomic revision of Sabicea subgenus Anisophyllae (Ixoroideae, Rubiaceae) from Tropical Africa, with four new species. Phytotaxa 293: 1-68

## Honores

### Membresías[1]
- American Association of Plant Taxonomists (ASPT)
- Deutsche Botanische Gesellschaft
- Deutscher Hochschulverband Gesellschaft für biologische Systematik
- L'Association pour l'Etude Taxonomique de la Flore de l'Afrique Tropicale (AETFAT)
- International Organization for Succulent Plant Study (IOS)
- The Linnean Society of London
- La abreviatura «Liede» se emplea para indicar a Sigrid Liede como autoridad en la descripción y clasificación científica de los vegetales.[2]